# Keo, Arkansas
Keo är en ort i Lonoke County i delstaten Arkansas, USA.